# Piedad Solans
Piedad Solans Blanco (Madrid, 14 de junio de 1954) es una historiadora del arte e investigadora española especializada en las estructuras de la violencia (patriarcal, política, social, ideológica, postcolonial) a través de la teoría, de la historia postestructuralista, del feminismo y del arte. Es escritora, crítica de arte y comisaria de exposiciones.

## Trayectoria profesional
Solans es doctora en Historia del Arte en la UNED en 2005. Ha realizado diversos cursos de Historia del arte y Literatura y cultura francesa en L’École de Louvre y La Sorbonne, París, y de Teoría y Filosofía del arte (Universidad Menéndez Pelayo, Madrid, Universidad Complutense de Madrid, y Museo Nacional Centro de Arte Reina Sofía).

Destaca por su interés de la posición de la mujer dentro del campo del arte contemporáneo, según sostiene ella:  
«hay mujeres en otras partes del mundo que aún viven como esclavas», en una situación de «violencia arcaica que está legitimada por la política, la religión, la filosofía..., continúan existiendo activistas políticas que actúan con el arte» mediante el cual tratan de dar «otra visión sobre la violencia a la que nos dan los medios».
En dicha entrevista, realizada antes de su ponencia en la Fundació Miró dentro del Festival Miradas de Mujeres en febrero de 2012 titulada "La violencia según las mujeres", argumentaba cómo los medios de comunicación han contribuido a convertir a la mujer en una víctima pasiva a lo largo de la historia, y el papel fundamental de las mujeres artistas que han contribuido a visibilizarlo.
Ha estudiado el accionismo vienés, movimiento artístico del siglo XX que comprendía performances de carácter ritualístico, terapéutico y político junto a la transformación y cuestionamiento del mundo desde una perspectiva revolucionaria: “El Accionismo supuso un feroz ataque a la sociedad burguesa y especialmente a la Viena de posguerra, con todas sus secuelas monárquicas y militares, desde planteamientos psicológicos –el arte como terapia y liberación de las represiones sexuales, tanáticas y agresivas– y revolucionarios, el arte como política, es decir, como transformación del mundo, dentro del contexto ideológico de las revoluciones de mayo del 68, que conmocionaron Europa y Norteamérica“, Piedad Solans (2000, p. 12).
Fue una de las comisarías de la Bienal de Valencia 2007, presentado exposiciones de Eva Lootz, Rafael Moneo, "Espacios Fronterizos" de Paloma Navares y coordinó la exposición "In between" de Marina Abramovic. Fue comisaria invitada en los proyectos del premio internacional Sotheby´s . Además fue jurado en el Pabellón de Cataluña de la Bienal de Venecia 2013 entre otros
Solans ha formado parte de diversos jurados para la concesión de becas para estudios de especialización y de creación artística, así como de diferentes consejos de asesores para la selección en puestos de dirección de diferentes centros de arte.

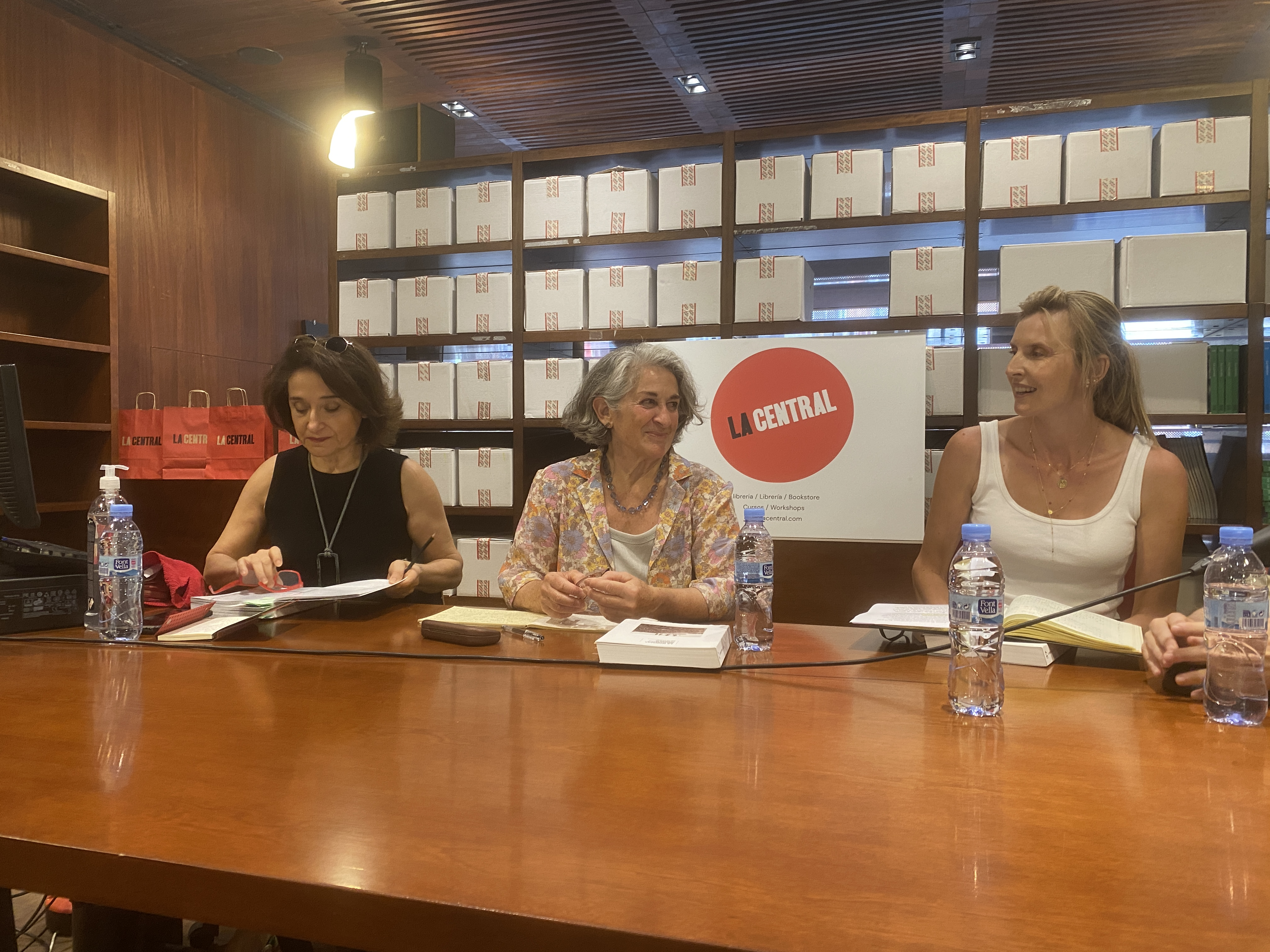
Piedad Solans, en la presentación de su libro La mordaza de Ifigenia en Madrid en 2022, junto a Marian López Fernández-Cao y Antonina Grzegorzewska.

En 2013 inició el proyecto Lo que dicen las mujeres. Lenguaje, textos, narrativas sobre textos de artistas, filósofas, escritoras, poetas, políticas, feministas entre ellas Gayatri Spivak, Mary Nash, Helène Cixous y Fatima Mernissi.
Premio de Divulgación feminista Carmen de Burgos del Instituto de Estudios Históricos de la Mujer por el artículo "Feminismo y poder" 1996, Premio MAV 2016 de teoría y cr´tica feminista y colaboradora en las revistas LÁPIZ  y  M-Arte y Cultura Visual de la asociación MAV.
En el año 2022 presentó su libro La mordaza de Ifigenia, materiales para una crítica feminista de la violencia, editado por Akal.

## Exposiciones comisariadas
- "Waste lands: tierras devastadas", Museo San Telmo, San Sebastián.[15][16]
- "Waste lands", Es Baluard Museo de Arte Moderno y Contemporáneo de Palma, Palma, Baleares.[17]
- "La biblioteca y el saber. Archivos, mutaciones, configuraciones", Sala Koldo Mitxelena, San-Sebastián.[18]
- "Nudos", Círculo de Bellas Artes, Madrid.[19]
- "Contra el público", Fundació Pilar i Joan Miró a Mallorca, Palma, Baleares.[20]
- "Contraviolencias: Prácticas artísticas contra la agresión a la mujer", Koldo Mitxelena, San-Sebastián.[21]
- "Tecnologías de la violencia", Arts Santa Mònica, Barcelona.[22][23]

## Publicaciones
- Accionismo Vienés.[24]
- Arte y resistencia[25][26]
- Coeditora junto a Rocio de la Villa y Nekane Aramburu del libro "Mujeres en el sistema del arte"[27][28]
- Rojo negro y blanco[25]
- Además de ediciones de VVAA en diversas editoriales y textos de ensayo.
- Destacan sus colaboraciones en el campo filosófico en:  Claves de Razón Práctica, Kalías, la Balsa de la Medusa, Descartes, Sileno, Archipiélago, entre otras.